# 交通警察

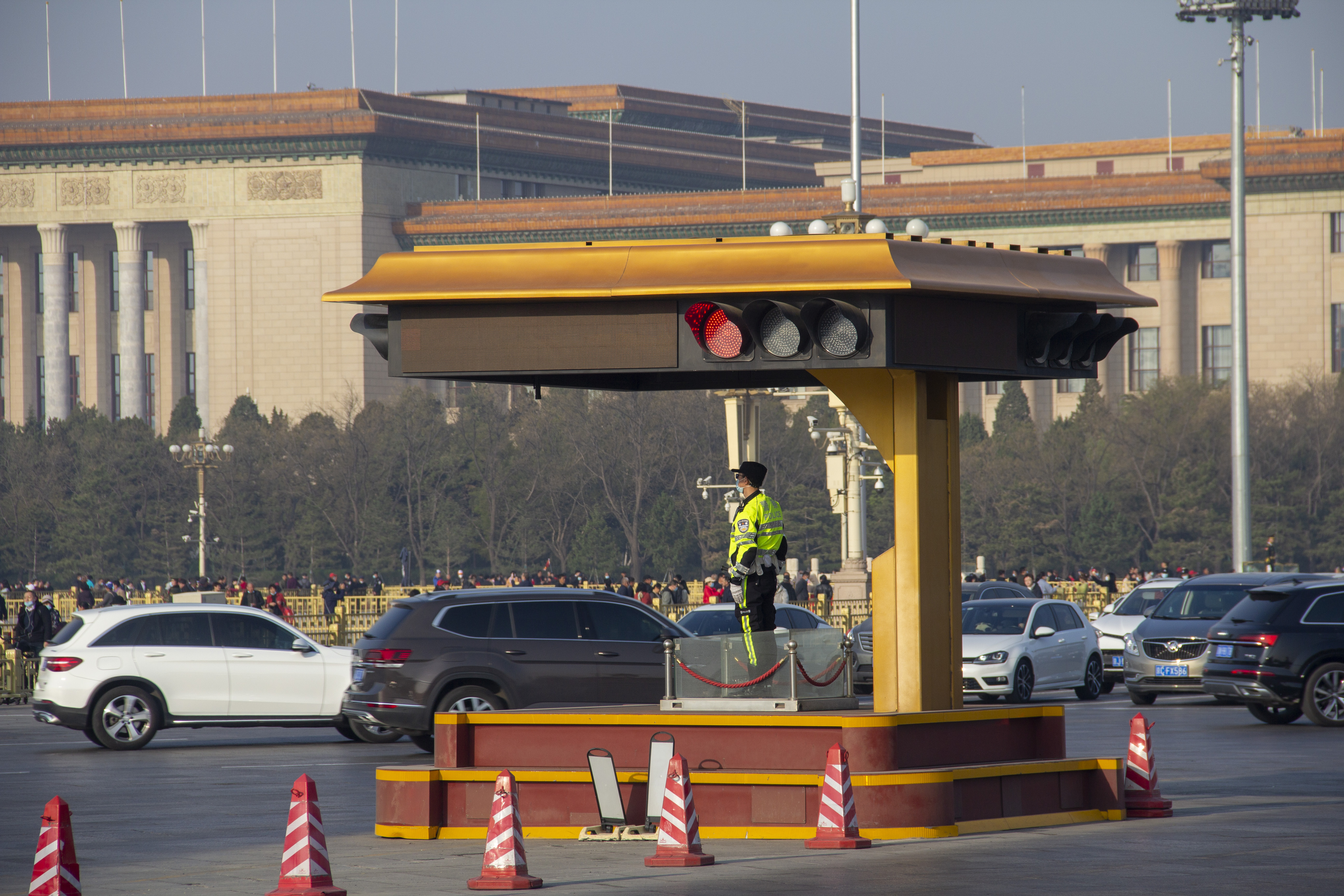
天安门前岗亭上的交通警察

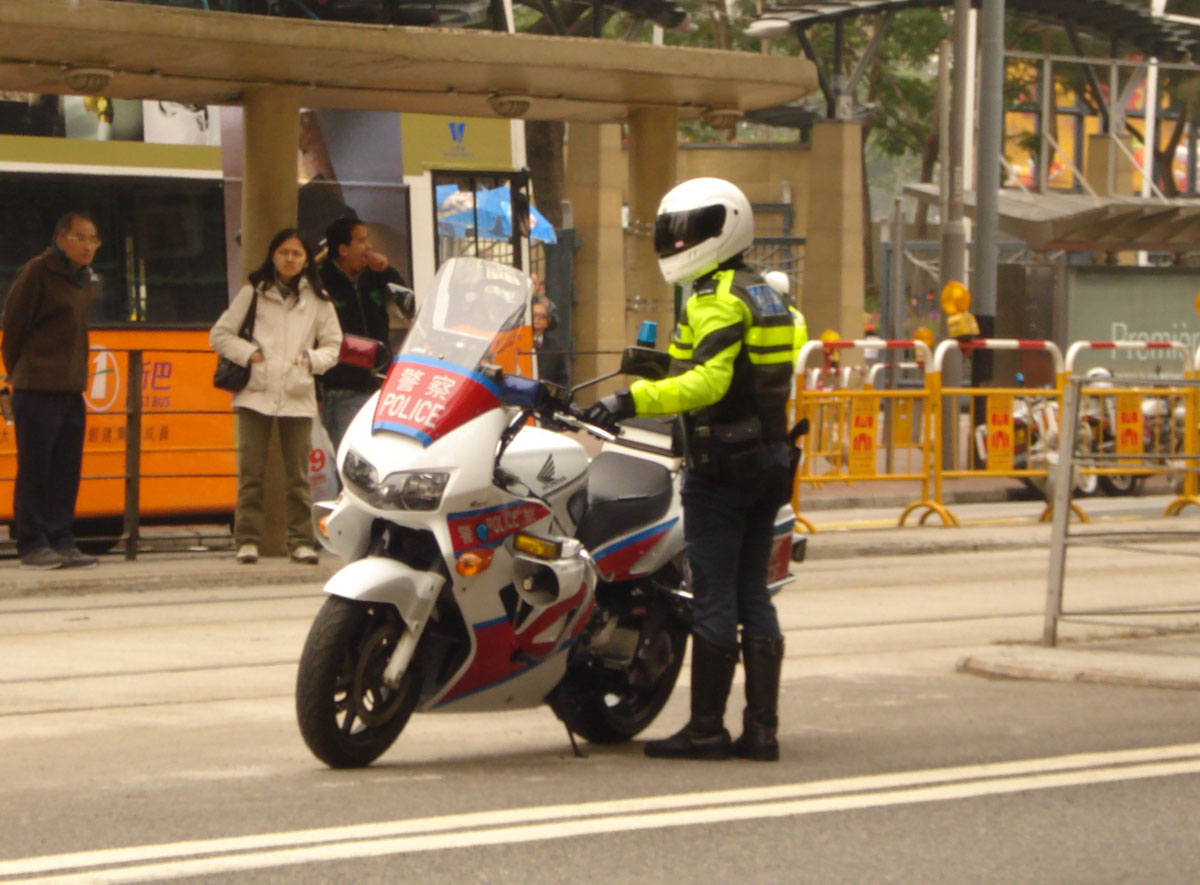
香港的交通警察

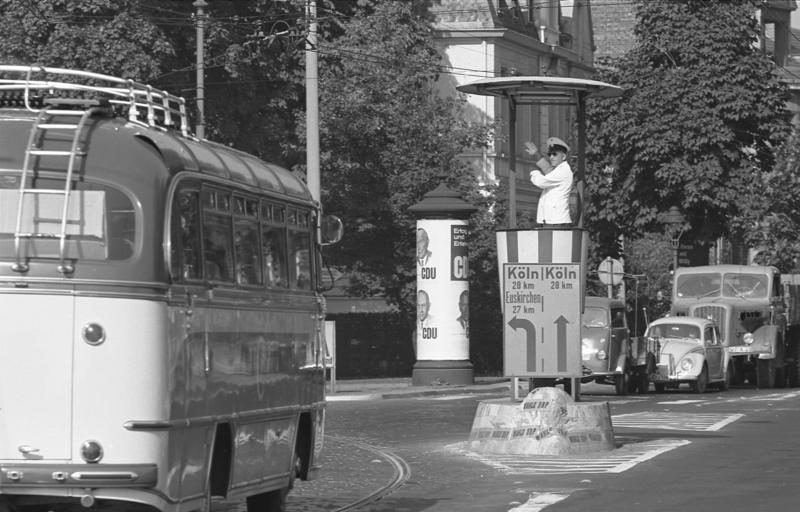
交通警察正在指揮交通

交通警察簡稱交警，是警察的一種，專門負責執行交通法例與確保交通流暢和交通安全。沒有交通號誌的地方，交通警察會穿着白衫或者戴手袖，在繁忙的十字路口指揮交通。有時交通號誌損壞、發生交通意外和交通堵塞時，也需要交通警察出來指揮交通。交通警察還負責巡查違章停車、超速駕駛等違反交通法的行為，一旦有人違規，交通警察就向違法人開具罰單。交通警察有時亦配備轿车與摩托車，以便路上執法。有時還會有些特別的裝備，例如用雷達槍檢查超速，用体内酒精测定仪檢查酒後駕駛。
各地的交通法例不同，交通警察所能執行的權力亦有不同，交通警察工作範圍亦因地而異。有些地方還有交通督導員和輔警，但這不屬於交通警察。